# ناحیه یووسکوله
ناحیه یُووَسْکُولَه زیرمجموعه فنلاند مرکزی و یکی از ناحیه‌ها در فنلاند از سال ۲۰۰۹ است. این منطقه اطراف شهر یووسکوله را پوشش می‌دهد و با ۱۷۸۴۱۳ نفر جمعیت، ششمین ناحیه بزرگ فنلاند است.

## شهرداری‌ها
- هانکاسالمی
- یووسکوله
- لاوکا
- مورامه
- پته‌یوسی
- توی‌واکا
- اوراینن